# Bortolo Castellani
Bortolo Castellani (Belluno, 4 marzo 1905 – battaglia di Cheren, 16 marzo 1941) è stato un militare italiano, insignito della medaglia d'oro al valor militare alla memoria nel corso della seconda guerra mondiale.

## Biografia
Nacque a Belluno nel 1905, figlio di Ottavio e di Ermenegilda Pat. Dopo aver conseguito il diploma di perito edile, nel maggio 1925 fu chiamato a prestare servizio militare di leva nel Regio Esercito, assegnato al battaglione alpini "Belluno" del 7º Reggimento alpini. Congedato nel giugno 1926 con il grado di caporale maggiore, venne assunto quale assistente presso le Regie Ferrovie dello Stato. Svolse anche attività sportiva come delegato del Comitato olimpico nazionale italiano (C.O.N.I.). Promosso sergente nell'ottobre 1935, due anni dopo fu inviato dalla sua amministrazione come impiegato civile in Africa Orientale Italiana. Sottoposto al prescritto esperimento per l'avanzamento nel VII Battaglione CC.NN.,  nel settembre dello stesso anno fu promosso sottotenente di complemento. Assegnato al XXVII Battaglione coloniale operante nel Goggiam, fu congedato nel febbraio 1938. Richiamato in servizio attivo all'atto dell'entrata in guerra del Regno d'Italia, avvenuta il 10 giugno 1940, entrò in servizio nel battaglione alpini "Uork Amba", assegnato come terzo battaglione al 10º Reggimento "Granatieri di Savoia".
Nel febbraio 1941 il battaglione alpini "Uork Amba" venne mandato a difendere la strategica piazza di Cheren, attaccata dalla 4ª Divisione anglo-indiana. Lì il reparto oppose una durissima resistenza, anche se sottoposto ad intenso bombardamento d'artiglieria. Piccoli contingenti del battaglione mantennero per ore la posizione, contrastando le superiori forze anglo-indiane, e alla fine di 1.000 uomini ne sopravvissero solo 133. Cadde in combattimento il 16 marzo 1941, nel corso della battaglia di Cheren, e fu insignito della medaglia d'oro al valor militare alla memoria. 
La città di Belluno gli ha intitolato una via.

### Annotazioni
1. ↑  Secondo Ministero della Difesa il 15 marzo.

### Fonti
1. ↑  Combattenti Liberazione.
2. ↑  Ministero della Difesa
3. 1 2 3  Gruppo Medaglie d'Oro al Valor Militare 1965, p. 602.
4. 1 2 3 4 5 6 7 8 9 10  Bianchi, Cattaneo 2011, p. 305.
5. ↑   Medaglia d'oro al valor militare Castellani, Bortolo, su quirinale.it, Quirinale. URL consultato l'11 luglio 2021.